# مرکیشه هایده
مرکیشه هایده (به آلمانی: Märkische Heide) یک شهر در آلمان است که در دامه-اشپریوالد واقع شده‌است. مرکیشه هایده  ۴٬۶۸۴ نفر جمعیت دارد.

## خواهرخوانده
شهر Gmina Tuczno خواهرخواندهٔ مرکیشه هایده هست.